# Castello di Marcaria
Il castello di Marcaria era una fortificazione militare situata sul guado del fiume Oglio a Marcaria, in provincia di Mantova. Edificato per la prima volta nell'alto medioevo con materiali deperibili come la terra e il legno, fu posseduto dai marchesi Obertenghi e poi dai conti Ugoni-Longhi. Il castello fu modificato con l'erezione di muraglie e torri dai Gonzaga, signori di Mantova, nel XV secolo. 

La roccaforte fu demolita nel XVIII secolo, e ad oggi di essa rimangono strutture inglobate in edifici di proprietà privata. 

## Struttura dall'XI al XIV secolo
Diffusi nel paesaggio della pianura padana nel medioevo, ma spesso anche ben oltre il XIV secolo, i castelli in terra e legno si caratterizzavano per la compresenza di tre opere difensive: fossato, terrapieno e palizzata.
Fondamentale era lo scavo del fossato, che, con il suo perimetro chiuso, delimitava l'area stessa del castello e una volta allagato costituiva un ostacolo notevole all'assalto dell'insediamento; con la terra di risulta dello scavo, accumulata e opportunamente battuta e compattata, si formava il terrapieno, indicato con i sinonimi di terraglio – terralium – o aggere – agger -, che recintava come una muraglia l'intero perimetro, eccettuato il varco in corrispondenza della porta, dove un ponte mobile consentiva di oltrepassare il fossato; sopra il terrapieno si infiggeva infine una palizzata rinforzata da assi detta “palancato” o un solido steccato, che serviva da parapetto per i difensori del sito, i quali si avvantaggiavano quindi del riparo e del dislivello altimetrico.
L'apparato fortificatorio di questi castelli era sovente completato, come riferiscono i documenti dei secoli X-XII, da altri manufatti in legno rappresentati da una o più torri di vedetta, variamente denominate “battifredi, butefredi, belfredi” e da postazioni coperte, simili a torrette sporgenti dalla sommità del fortilizio, dette “bertesche”.

## Storia
Attestato già a partire dall'XI secolo come posseduto dai marchesi Obertenghi, dai conti Ugoni-Longhi e dal monastero di Santa Maria Assunta di Castione de' Marchesi, nel parmigiano, il castello di Marcaria divenne un importante presidio militare nel corso del Duecento, durante la lotta tra la seconda lega lombarda e l'imperatore Federico II di Svevia.
Il proposito di sottomettere le città ribelli è ripreso con decisione dal sovrano nel 1236: in quest'anno egli, ridando inizio alla guerra con le città padane, ritornava in Italia alla testa di un esercito e si portava a Verona; nell'agosto invadeva il mantovano con le truppe imperiali e lo metteva in gran parte a ferro e fuoco; già in settembre, si volgeva contro i castelli di Goito e Marcaria, devastava Gazzuolo e nell'ottobre entrava in Cremona. Nel novembre saccheggiò Vicenza, ma presto dovette rientrare in Germania:
(Breve chronicon mantuanum)
A causa della posizione di confine della fortificazione, tra Mantova, Cremona e Brescia, c'è da notare che il quel periodo tormentato da lotte tra le municipalità cittadine e l'impero, non si contano gli scontri e gli assalti di cui il castello di Marcaria fu spettatore e protagonista. Appena dopo la sua presa da parte degli imperiali, infatti, come attesta il Breve Chronicon di Mantova, i mantovani lo riconquistavano, facendo trecento prigionieri cremonesi e costringendo alla ritirata l'imperatore, che sfogava le sue ire incendiando Gazzuolo. I cremonesi imprigionati a Marcaria erano soldati ivi posti di guarnigione dall'imperatore, in quanto Cremona era una città a lui fedele
Nel 1251 si registrano due colpi di mano dei ghibellini su Marcaria e su Campitello, terre sotto la formale giurisdizione di Mantova, che non era ancora riuscita del tutto ad imitare Brescia nello spazzare via i signori locali, in particolare quel ramo dei Longhi chiamato conti di Marcaria.
Marcaria è infatti preda del blitz della fazione ghibellina mantovana, che congiura contro il comune cittadino. Il conte Percivalle di Marcaria, poi di S. Martino, il conte Rabolo, Ubaldino e Mozolino, magnati di Campitello, accompagnati dai loro fedeli e dai cremonesi, si introducono con l'inganno a Marcaria, all'epoca ambito castello periferico del contado, ne uccidono il capitano e riescono ad occupare l'importante posizione. Ne sono scacciati dall'esercito mantovano, che non può però impedire il successivo incendio di Campitello ad opera di Ezzelino da Romano:
(Breve chronicon mantuanum)
Il conte Rabolo cade sul campo durante la rabbiosa reazione dei mantovani, gli altri, come si desume da documenti posteriori, fuggono riparando presso l'alleata Cremona, mentre Marcaria ritorna mantovana.
Forse per cercare di porre rimedio a questo susseguirsi di azioni ghibelline sull'Oglio tra Acquanegra sul Chiese e Campitello, a causa dei castelli ancora tenuti dai conti rurali in combutta con i cremonesi, i mantovani decisero nel 1255 la costruzione di una serie di motte, piccole alture artificiali fortificate, presso le Tezzole di Bozzolo, sull'Oglio: “1254 et 1255…in secondo anno facte fuerunt mocte contra Tezolis'’.
A Marcaria nel 1257 i Mantovani restaurarono il castello, che fu poi dagli stessi smantellato nel 1260 affinché non cadesse in mano ai cremonesi. Forse però il castello di Marcaria venne restaurato già dal 1252, un anno dopo la presa della rocca da parte dei ghibellini di Mantova e il suo pronto recupero da parte dello stesso comune.
Infatti una pergamena datata appunto al 1252, settembre 17, inviata da Mantova alla comunità di Marcaria, contiene già disposizioni per munire le fortificazioni di quel castello.
I lavori da eseguire sono precisati minuziosamente, circostanza questa che offre notizie interessanti circa la struttura e le difese del castello di Marcaria a quel tempo:
La cerchia grande – circha magna – probabilmente è la fortificazione, costituita da fossato e terrapieno, e rafforzata dagli “spalti”, cioè da palizzate in legno, che cingeva il castrum vetus, il castello antico, infatti delimitato da un fossato ancora visibile nelle mappe dei secoli XVII e XVIII e ricavato dalle acque dell'Oglio. Le bertesche erano posti di sentinella, approntati in legno, collocati sulle palizzate e atti alla difesa piombante; i belfredi erano torrette di avvistamento e difesa, solitamente in legno, situate agli angoli della fortificazione o a difesa, come qui, delle porte. Più volte nella missiva si usa il termine ‘'reparationem'’, che, con i lavori e i mezzi da impiegarsi indicati, dovrebbe essere un indizio di un recente e rovinoso evento bellico, da individuare per l'appunto in quanto successo l'anno precedente tra mantovani estrinseci ed intrinseci, con ripetuti assedi portati al castello, e con conseguenze a cui si pose rimedio nel settembre del '52.